# Start the Party
Start the Party è un album del gruppo musicale post-hardcore The Blackout, uscito nel gennaio 2013.

## Tracce
1. Start the Party – 3:44
2. Radio – 2:57
3. We Live On – 3:23
4. Let Me Go – 3:25
5. Take Away the Misery – 3:08
6. Keeping Singing – 3:24
7. Running Scared – 3:17
8. You – 3:27
9. Free Yourself – 3:13
10. Sleep When You're Dead – 3:54
11. Throw It Away – 3:24